# LIX Krajowy Festiwal Piosenki Polskiej w Opolu
LIX (59.) Krajowy Festiwal Piosenki Polskiej w Opolu odbył się w dniach 17–20 czerwca 2022. 
Edycja festiwalu została zorganizowana w czerwcu – dwie ostatnie edycje miały miejsce we wrześniu. Scenografem festiwalowej sceny jest cypryjski projektant Giorgos Stylianou-Matsis. Koncertom towarzyszyła orkiestra Grzegorza Urbana wraz z orkiestrą Orkiestra Polskiego Radia w Warszawie. Sponsorem festiwalu były: Bros, Dolina Noteci i Mlekovita; partnerem festiwalu było Stowarzyszenie Autorów ZAiKS. Patroni medialni festiwalu to: Polskie Radio Program I, Polskie Radio Program III, Radio Opole, „Super Express”, „Tele Tydzień” i SAWP.

## Koncert „Od Opola do Opola: Największe Gwiazdy! Legendarne Przeboje!”
- Koncert odbył się 17 czerwca 2022[1].
- Prowadzący: Małgorzata Tomaszewska, Tomasz Kammel, Marek Sierocki[6].

- Artyści którzy wystąpili podczas koncertu: Krystyna Giżowska, Andrzej Rybiński, Danuta Błażejczyk, Krzysztof Prusik, PZLPiT „Mazowsze”, Mały Chór TGD, Justyna Steczkowska wraz z synem Leonem Myszkowskim, Halina Frąckowiak, Nowy Vox, Sławomir, Kajra, Anna Wyszkoni, Sławek Uniatowski, Karolina Stanisławczyk, Maja Hyży, Stanisław Karpiel-Bułecka, Andrzej Rosiewicz, Stanisława Celińska, Taraka, Katarzyna Cerekwicka, Marek Piekarczyk, Skaldowie.

## Koncert „Folkowe Opole”
- Koncert inspirowany muzyką folkową odbył się 17 czerwca 2022[1].
- Prowadzący: Katarzyna Cichopek, Maciej Kurzajewski[7].

- Artyści którzy wystąpili podczas koncertu: Zakopower, Golec uOrkiestra, Wataha Drums, Gromee, Piersi, Ciupaga, Enej, Zazula, Halina Mlynkova, Future Folk, Tulia, InoRos, Liber.

## Koncert „Premiery”
- Koncert odbył się 18 czerwca 2022[1].
- Prowadzący: Agnieszka Oszczyk, Tomasz Kammel[8].
- Skład jury: 16 komisji Oddziałów Terenowych Telewizji Polskiej.
- Nagroda za muzykę (ZAiKS): Przemek Puk, Adam Związek i Sonia Maselik (za muzykę do piosenki "Tylko tu")[9].
- Nagroda za słowa do piosenki (ZAiKS): Tomasz Kordeusz (autor tekstu piosenki „Czysta woda”)[9].
- Nagroda „Premiery” (jury): Karolina Lizer „Czysta woda”.
- Nagroda publiczności (SMS): Karolina Lizer „Czysta woda”.

Podczas koncertu wystąpili również laureaci ubiegłorocznych „Premier”: Natalia Zastępa z piosenką „Wiesz jak jest” oraz Krystian Ochman, który zaśpiewał eurowizyjną piosenkę „River” oraz „Światłocienie” i „Prometeusz”. Wyniki głosowania oddziałów terenowych TVP podali sekretarze, którymi zostali: Alicja Holik (Opole), Agnieszka Kapłon (Wrocław), Tomasz Sieliwończyk (Gdańsk), Katarzyna Ciesielska (Katowice), Andrzej Loch (Gorzów Wielkopolski), Karolina Holka (Szczecin), Beata Demianowska (Poznań), Jagoda Rogatty (Bydgoszcz), Michał Puchlik (Białystok), Agnieszka Jędrzejczak (Łódź), Natalia Nowak-Podbrożna (Warszawa), Robert Gonet (Lublin), Elżbieta Dziewięcka-Mąkosa (Kielce), Olimpia Górska (Kraków), Marcin Pawlak (Rzeszów) oraz Marta Gołąb-Kocięcka (Olsztyn).

### Lista wykonawców
Laureaci
| Lp. | Wykonawca           | Piosenka                   | Głosowanie jury | Głosowanie jury |
| Lp. | Wykonawca           | Piosenka                   | Miejsce         | Punkty          |
| --- | ------------------- | -------------------------- | --------------- | --------------- |
| 1   | Filip Lato          | „Lepiej mieć”              | 7               | 9               |
| 2   | Sonia Maselik       | „Tylko tu”                 | 8               | 8               |
| 3   | Wojciech Cugowski   | „Znowu będziemy się śmiać” | 3               | 41              |
| 4   | Sabina Szewczyk     | „Arkadia”                  | 9               | 6               |
| 5   | Chemia              | „Jednak jesteś”            | 5               | 35              |
| 6   | Karolina Lizer      | „Czysta woda”              | 1               | 55              |
| 7   | Marien              | „Sama”                     | 10              | 3               |
| 8   | Anka                | „Z każdą chwilą złą”       | 2               | 51              |
| 9   | Bartas Szymoniak    | „Kochać naprawdę”          | 6               | 11              |
| 10  | Stanisława Celińska | „Przytul”                  | 4               | 37              |

| Dokładne wyniki głosowania każdego Oddziału Terenowego TVP | Dokładne wyniki głosowania każdego Oddziału Terenowego TVP | Dokładne wyniki głosowania każdego Oddziału Terenowego TVP | Dokładne wyniki głosowania każdego Oddziału Terenowego TVP | Dokładne wyniki głosowania każdego Oddziału Terenowego TVP | Dokładne wyniki głosowania każdego Oddziału Terenowego TVP | Dokładne wyniki głosowania każdego Oddziału Terenowego TVP | Dokładne wyniki głosowania każdego Oddziału Terenowego TVP | Dokładne wyniki głosowania każdego Oddziału Terenowego TVP | Dokładne wyniki głosowania każdego Oddziału Terenowego TVP | Dokładne wyniki głosowania każdego Oddziału Terenowego TVP | Dokładne wyniki głosowania każdego Oddziału Terenowego TVP | Dokładne wyniki głosowania każdego Oddziału Terenowego TVP | Dokładne wyniki głosowania każdego Oddziału Terenowego TVP | Dokładne wyniki głosowania każdego Oddziału Terenowego TVP | Dokładne wyniki głosowania każdego Oddziału Terenowego TVP | Dokładne wyniki głosowania każdego Oddziału Terenowego TVP | Dokładne wyniki głosowania każdego Oddziału Terenowego TVP | Dokładne wyniki głosowania każdego Oddziału Terenowego TVP |
| Lp.                                                        | Piosenka                                                   | Suma                                                       |                                                            |                                                            |                                                            |                                                            |                                                            |                                                            |                                                            |                                                            |                                                            |                                                            |                                                            |                                                            |                                                            |                                                            |                                                            |                                                            |
| ---------------------------------------------------------- | ---------------------------------------------------------- | ---------------------------------------------------------- | ---------------------------------------------------------- | ---------------------------------------------------------- | ---------------------------------------------------------- | ---------------------------------------------------------- | ---------------------------------------------------------- | ---------------------------------------------------------- | ---------------------------------------------------------- | ---------------------------------------------------------- | ---------------------------------------------------------- | ---------------------------------------------------------- | ---------------------------------------------------------- | ---------------------------------------------------------- | ---------------------------------------------------------- | ---------------------------------------------------------- | ---------------------------------------------------------- | ---------------------------------------------------------- |
| 1                                                          | „Lepiej mieć”                                              | 9                                                          |                                                            |                                                            |                                                            |                                                            |                                                            |                                                            | 3                                                          |                                                            |                                                            | 4                                                          |                                                            | 2                                                          |                                                            |                                                            |                                                            |                                                            |
| 2                                                          | „Tylko tu”                                                 | 8                                                          | 4                                                          |                                                            |                                                            | 2                                                          |                                                            |                                                            |                                                            | 1                                                          |                                                            |                                                            |                                                            |                                                            | 1                                                          |                                                            |                                                            |                                                            |
| 3                                                          | „Znowu będziemy się śmiać”                                 | 41                                                         | 2                                                          | 2                                                          | 2                                                          |                                                            | 1                                                          | 2                                                          | 2                                                          | 4                                                          | 4                                                          |                                                            | 3                                                          | 6                                                          | 3                                                          |                                                            | 6                                                          | 4                                                          |
| 4                                                          | „Arkadia”                                                  | 6                                                          |                                                            |                                                            |                                                            |                                                            | 2                                                          |                                                            |                                                            |                                                            |                                                            |                                                            | 1                                                          | 1                                                          |                                                            | 2                                                          |                                                            |                                                            |
| 5                                                          | „Jednak jesteś”                                            | 35                                                         |                                                            | 4                                                          | 3                                                          | 1                                                          |                                                            | 6                                                          | 1                                                          |                                                            | 6                                                          |                                                            |                                                            |                                                            | 6                                                          | 3                                                          | 2                                                          | 3                                                          |
| 6                                                          | „Czysta woda”                                              | 55                                                         | 6                                                          | 1                                                          | 1                                                          | 6                                                          | 6                                                          |                                                            | 4                                                          | 6                                                          |                                                            | 3                                                          | 4                                                          | 3                                                          | 4                                                          | 4                                                          | 1                                                          | 6                                                          |
| 7                                                          | „Sama”                                                     | 3                                                          | 1                                                          |                                                            |                                                            |                                                            |                                                            | 1                                                          |                                                            |                                                            |                                                            |                                                            |                                                            |                                                            |                                                            |                                                            |                                                            | 1                                                          |
| 8                                                          | „Z każdą chwilą złą”                                       | 51                                                         | 3                                                          | 3                                                          | 6                                                          | 4                                                          | 3                                                          | 4                                                          |                                                            | 2                                                          | 2                                                          | 6                                                          | 6                                                          |                                                            | 2                                                          | 6                                                          | 4                                                          |                                                            |
| 9                                                          | „Kochać naprawdę”                                          | 11                                                         |                                                            |                                                            |                                                            |                                                            |                                                            |                                                            |                                                            | 3                                                          | 3                                                          | 2                                                          |                                                            |                                                            |                                                            |                                                            | 3                                                          |                                                            |
| 10                                                         | „Przytul”                                                  | 37                                                         |                                                            | 6                                                          | 4                                                          | 3                                                          | 4                                                          | 3                                                          | 6                                                          |                                                            | 1                                                          | 1                                                          | 2                                                          | 4                                                          |                                                            | 1                                                          |                                                            | 2                                                          |

## Koncert „Dziewczyna szamana – 50. urodziny Justyny Steczkowskiej”
- Koncert odbył się 18 czerwca 2022[1].
- Prowadzący: Marek Sierocki.
- Koncert zorganizowano z okazji 50. urodzin oraz 25-lecia pracy artystycznej Justyny Steczkowskiej.
- Justyna Steczkowska odebrała nagrodę TVP Polonia Artysta bez granic[12].

Podczas koncertu Steczkowska zaśpiewała utwory: „Dziewczyna Szamana” (przy akompaniamencie skrzypiec w wykonaniu siostry Krystyny Steczkowskiej), „Za karę”, „Sanktuarium” (dedykowany matce Danucie Steczkowskiej, zmarłej w 2020), „Wrogu mój”, „Tango”, „Grawitacja”, „Oko za oko, słowo za słowo”, „Boskie Buenos (Buenos Aires)” (z repertuaru Maanam) oraz premierowo singel „D.N.A”.

## Koncert „Debiuty”
- Koncert odbył się 18 czerwca 2022[1].

- W tym roku motywem przewodnim koncertu „Debiuty”, zarówno w narracji prowadzących, jak i w materiałach filmowych było pisanie listów, które będą szczerym wyznaniem uczuć i tego, jak widzą siebie i świat. Debiutanci walczyli o dwie nagrody. Jurorzy wyłonili zwycięzcę nagrody im. Anny Jantar – „Karolinkę”, natomiast nagrodę publiczności otrzymał zwycięzca wyłoniony w głosowaniu SMS - owym telewidzów[13].

- Gospodarzami koncertu byli: Ida Nowakowska – Herndon, Tomasz Wolny i Marek Sierocki.

- Skład jury: Kasia Cerekwicka, Marek Piekarczyk, Wanda Kwietniewska, Rafał Poliwoda i Łukasz Ciechański.

- Nagroda Publiczności (sms): Wiktor Kowalski „Co dnia”.
- Nagroda im. Anny Jantar „Karolinka” (jury): Magdalena Meg Krzemień „Od dzisiaj”.

Na początku koncertu Izabela Zalewska, Kamil Czeszel (laureaci Debiutów Opole 2020), Ania Byrcyn i Jan Traczyk (laureaci Debiutów Opole 2021) wykonali utwór "Napisz proszę" z repertuaru Haliny Frąckowiak. W czasie głosowania uhonorowano legendarnego kompozytora Andrzeja Korzyńskiego, który zmarł 18 kwietnia 2022 r. Ania Rusowicz przypomniała "Czekam na miłość", którą w oryginale wykonywała jej mama Ada Rusowicz z grupą Niebiesko-Czarni. Marcin Sójka zaśpiewał "Kiedy nadejdzie czas" z dorobku zespołu Wiślanie, a Aleksandra Szmyd zmierzyła się z piosenką "Domek bez adresu" z repertuaru Czesława Niemena. Później miał miejsce muzyczny medley związany z tematem koncertu Debiuty, który zaprezentowali Filip Lato, Karolina Stanisławczyk, Ania Byrcyn i Tadeusz Seibert ("Jak się masz, kochanie" Happy End, "Fiołkowe pole" Sobla, "List" Hey, "List" Kamila Bednarka i "Medytacje wiejskiego listonosza" Skaldów). Po zamknięciu linii sms-owych na scenie pojawili się wszyscy debiutanci, by razem zaśpiewać "List do świata" grupy Pod Budą.

### Lista wykonawców
Laureaci
| Lp. | Wykonawca               | Piosenka                 | Uwagi                                         |
| --- | ----------------------- | ------------------------ | --------------------------------------------- |
| 1   | Amelia Dubanowska       | „Ortygia”                | Laureatka Festiwalu Zaczarowanej Piosenki     |
| 2   | Anna Hnatowicz          | „Naucz mnie żyć od nowa” | —                                             |
| 3   | Franciszek Barnowski    | „Dom”                    | Laureat „Szansy na sukces. Opole 2022”        |
| 4   | Kaja Gniecioszek        | „Głowa do góry”          | —                                             |
| 5   | SSKJEGG                 | „Odżyję”                 | Laureaci Narodowego Centrum Polskiej Piosenki |
| 6   | Weronika Szymańska      | „Pióra”                  | —                                             |
| 7   | Basia Gąsienica Giewont | „Nie bede”               | —                                             |
| 8   | Magdalena Meg Krzemień  | „Od dzisiaj”             | —                                             |
| 9   | Wiktor Kowalski         | „Co dnia”                | Laureat „Szansy na sukces. Opole 2022”        |
| 10  | Marie                   | „Babyhands”              | —                                             |

## Koncert „Tych lat nie odda nikt” - 70 lat telewizji
- Koncert odbył się 19 czerwca 2022[1].
- Prowadzący: Tomasz Kammel, Karolina Pajączkowska, Katarzyna Cichopek, Maciej Kurzajewski i Łukasz Nowicki (głos)[14].
- Artyści którzy wystąpili podczas koncertu: Anna Wyszkoni, Natasza Urbańska, Maryla Rodowicz, Pectus, Sound'n Grace, Rafał Brzozowski, Helena Vondrackova, Felicjan Andrzejczak, Krzysztof Cugowski, Jan Pietrzak, Viki Gabor, Partita, Feel, Renata Zarębska, Janusz Radek, Maciej Miecznikowski.

## Koncert „To już lato - czyli wakacyjne opolskie przeboje”
- Koncert odbył się 19 czerwca 2022[1].
- Prowadzący: Katarzyna Żak i Robert Rozmus[15].
- Artyści którzy wystąpili podczas koncertu: Anna Wyszkoni, Łukasz Zagrobelny, Michalina Sosna, Jan Traczyk, Jacek Lenartowicz, Olga Szomańska, Robert Rozmus, Ania Rusowicz, Jerzy Grzechnik, Kabaret OT.TO, Pectus, Katarzyna Cerekwicka, Katarzyna Żak, Krzysztof Szczepaniak, Filip Gurłacz, Sławek Uniatowski, Krzysztof Iwaneczko, Harlem, Tomasz Szczepanik[15].

## „Scena Alternatywna TVP Kultura – Romantyczność"
- Koncert odbył się 20 czerwca 2022 (TVP Kultura)[16].
- Prowadzący: Novika i Marek Horodniczy[16].
- Z okazji dwusetnej rocznicy pierwszego wydania zbioru Ballady i romanse Adama Mickiewicza, koncert uświetniły cytaty utworów wieszcza w interpretacji aktora Henryka Talara[16].
- Artyści którzy wystąpili podczas koncertu to m.in.: zespół Hedone, Novika i jej goście specjalni Skubas & Buslav, Wolska, KIWI, Nela, P.Unity, String Connection i Marta Zalewska[16].